# Galáxia de anel polar

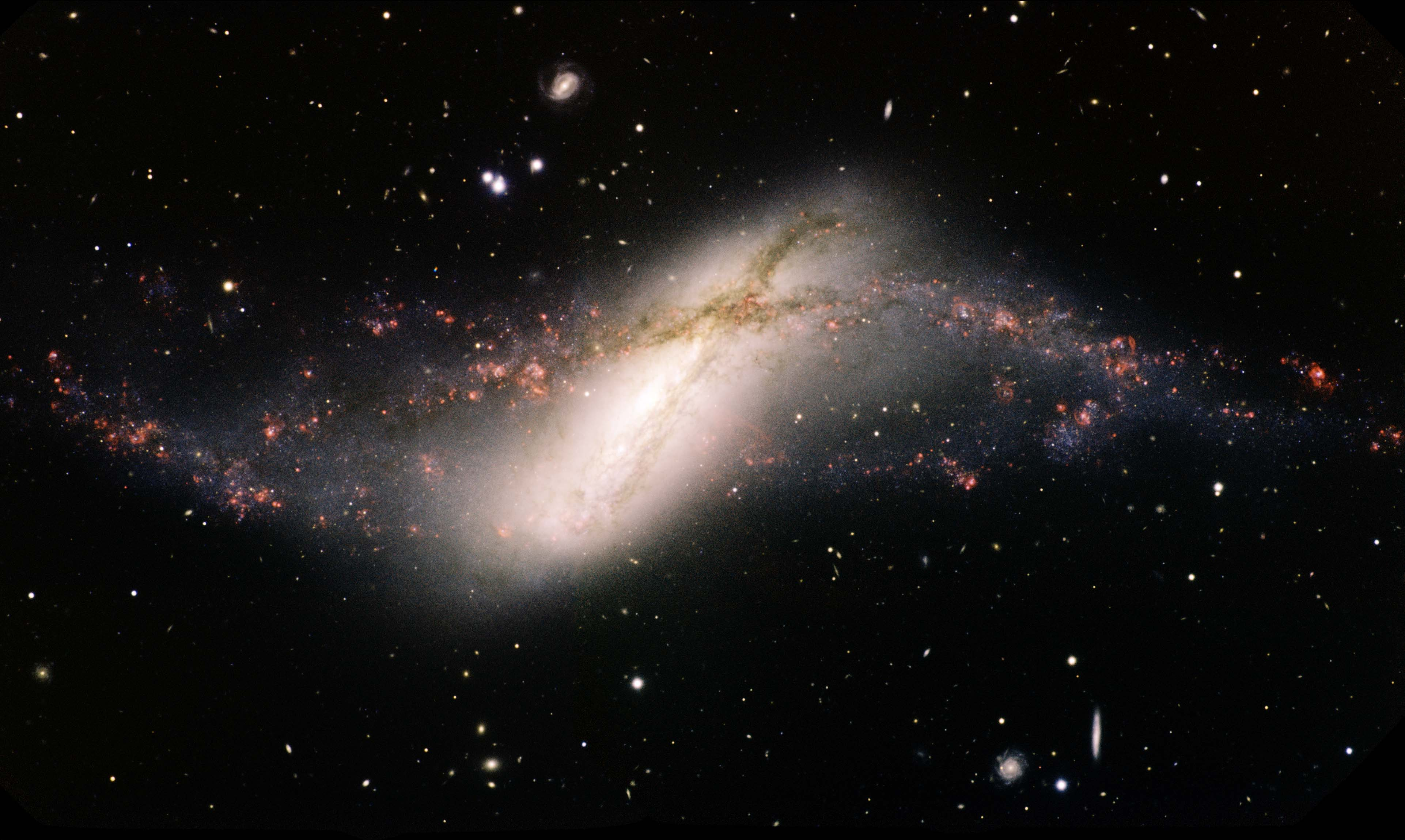
NGC 660

Uma galáxia de anel polar é um tipo de galáxia em que um anel externo de gás e estrelas gira sobre os pólos da galáxia. Acredita-se que esses anéis polares se formem quando duas galáxias interagem gravitacionalmente uma com a outra. Uma possibilidade é que um material seja retirado de uma galáxia que passa por marés para produzir o anel polar visto na galáxia do anel polar. A outra possibilidade é que uma galáxia menor colida ortogonalmente com o plano de rotação da galáxia maior, com a galáxia menor formando efetivamente a estrutura do anel polar.
As galáxias de anéis polares mais conhecidas são S0s (galáxias lenticulares), mas do ponto de vista físico elas fazem parte de uma categoria mais ampla de galáxias, incluindo várias elípticas.
As primeiras quatro galáxias S0 que foram identificadas como galáxias de anel polar foram NGC 2685, NGC 4650A, A 0136-0801, e ESO 415-G26. Embora essas galáxias tenham sido amplamente estudadas, muitas outras galáxias de anéis polares foram identificadas desde então. Galáxias S0 com anéis polares podem ser encontradas em torno de 0,5% de todas as galáxias lenticulares próximas, e é possível que 5% das galáxias lenticulares possam ter tido anéis polares em algum ponto durante suas vidas.
As primeiras galáxias elípticas de anel polar foram identificadas em 1978. Elas eram NGC 5128, NGC 5363, NGC 1947 e Cygnus A, enquanto as galáxias S0 de anel polar NGC 2685 e NGC 4650A eram naquele momento indicadas como resultantes de semelhantes processos de formação. Apenas alguns anos depois, quando as primeiras observações do movimento estelar e gasoso de galáxias elípticas e S0 de anel polar foram possíveis com uma tecnologia espectroscópica melhor, a origem externa dos anéis gasosos foi esclarecida. Além do exemplo mais conhecido, NGC 5128 (Cen A), um anel elíptico polar muito regular, é NGC 5266

## Galeria

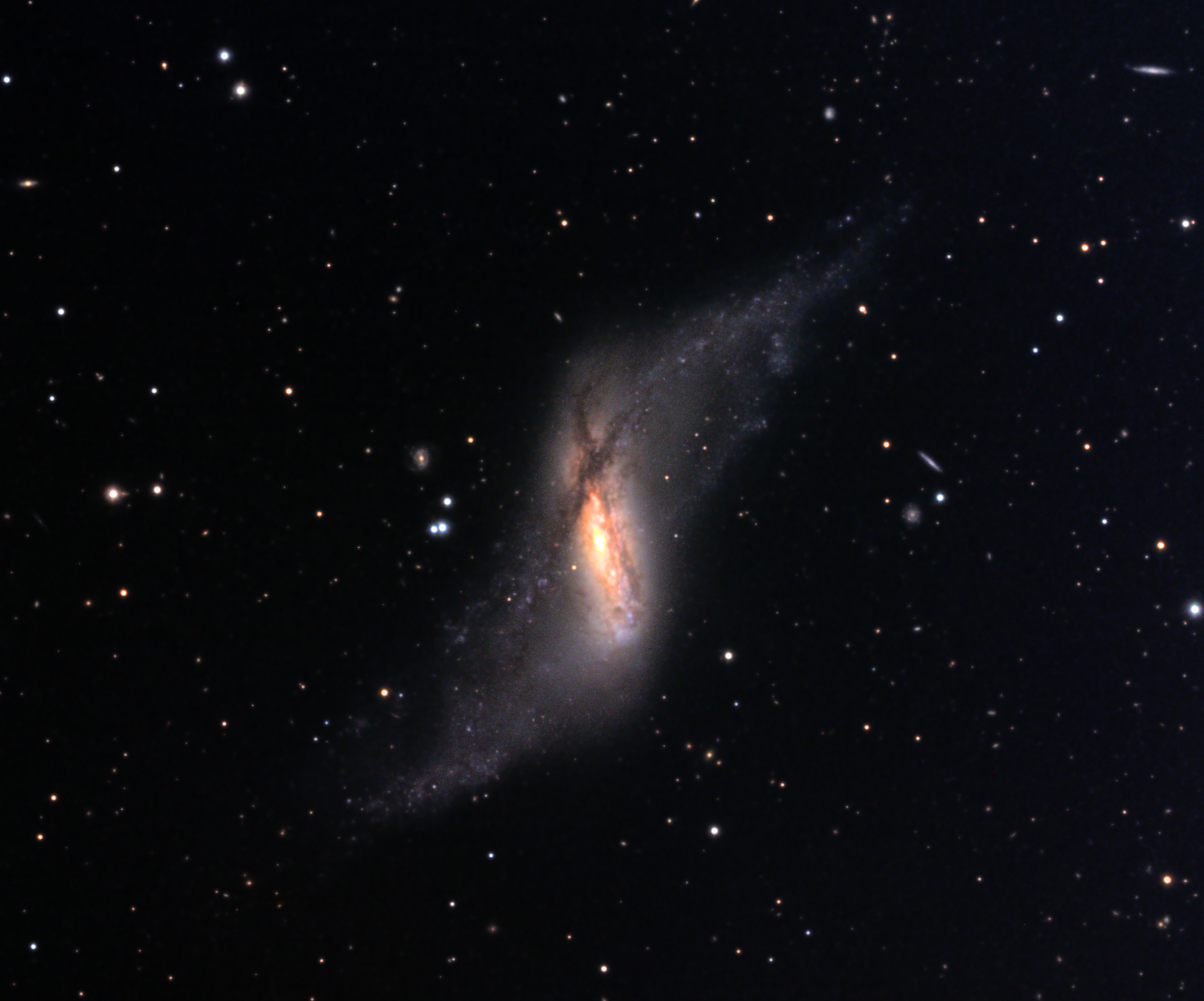
NGC 660
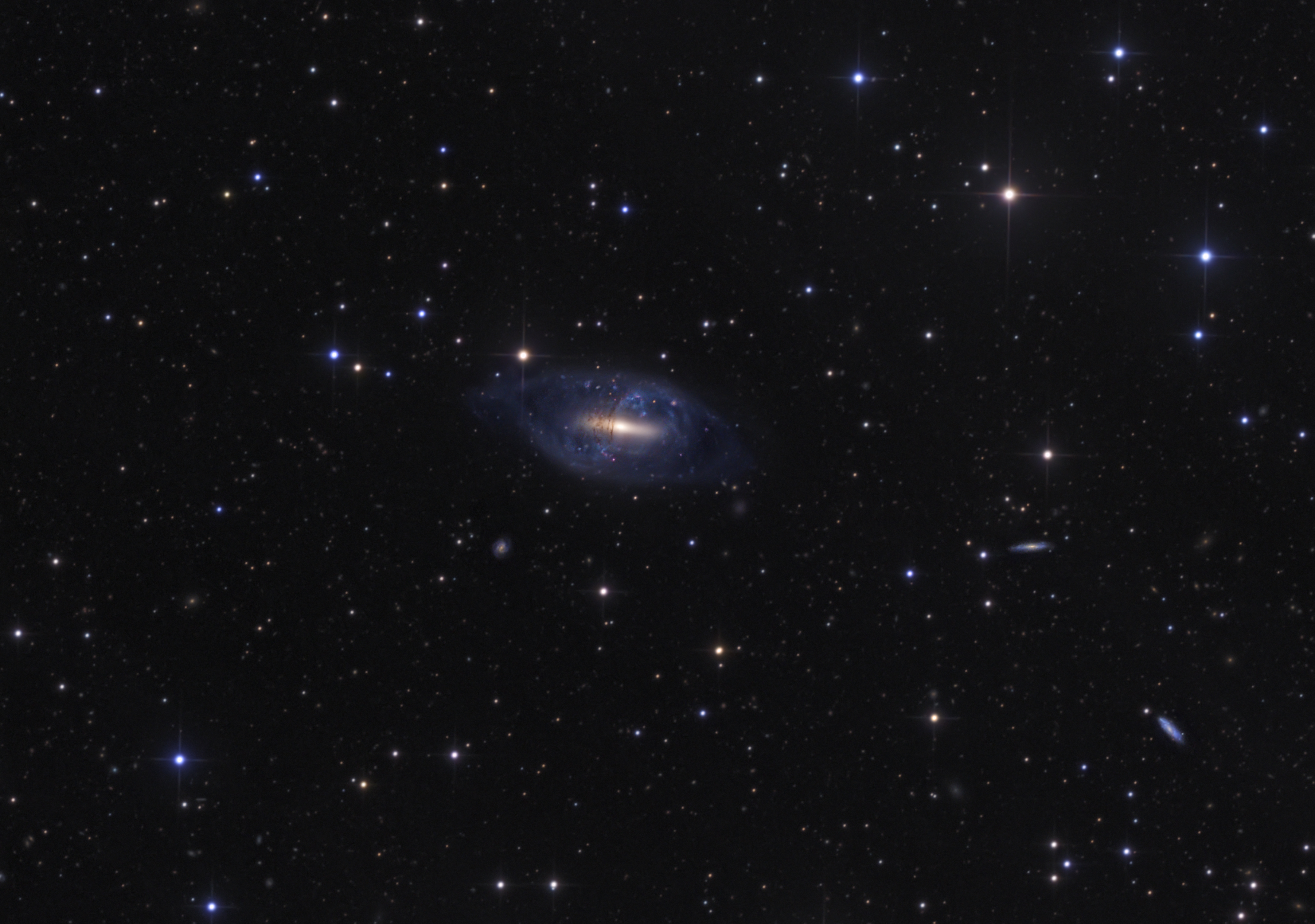
NGC 2685
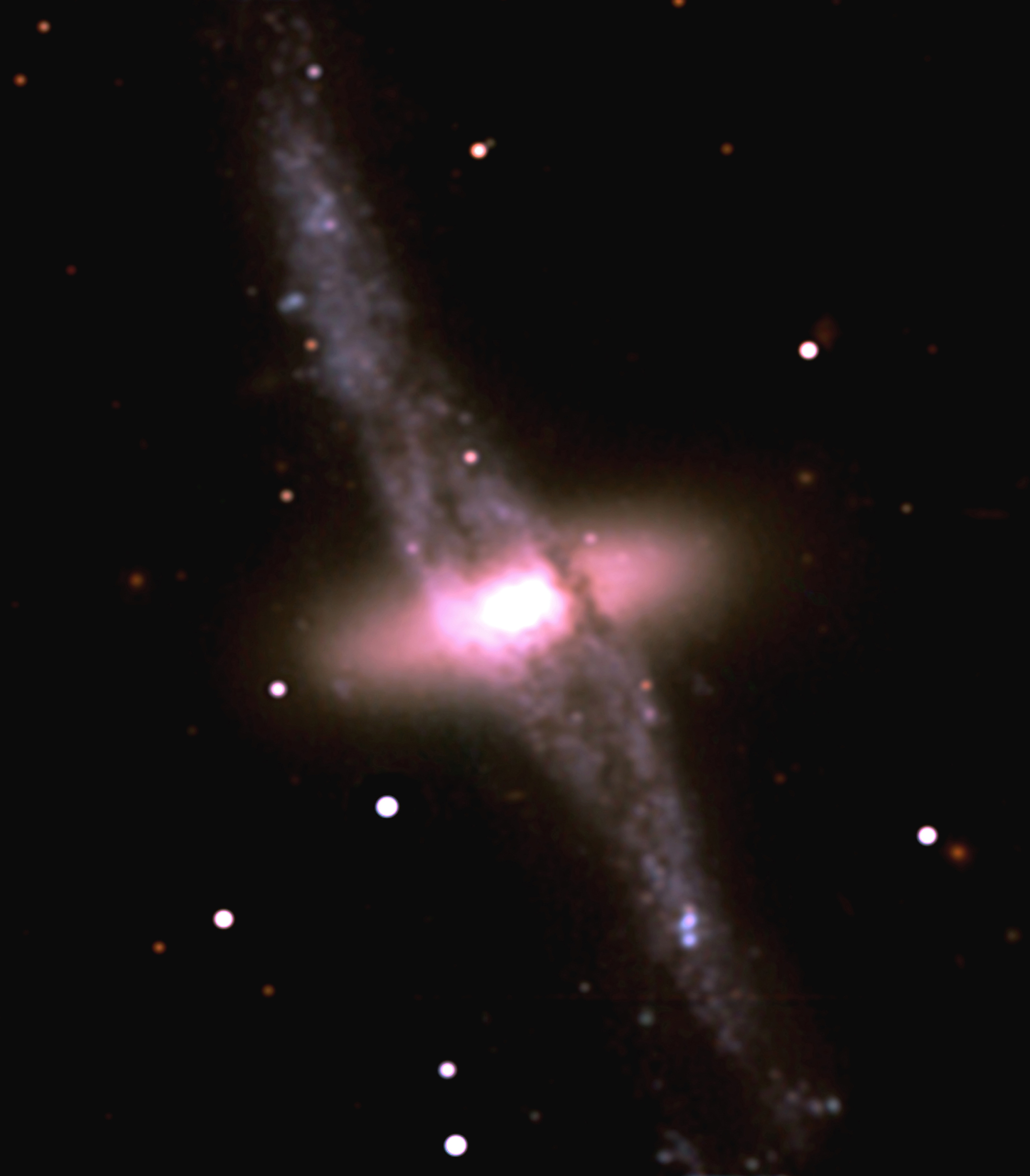
NGC 4650A